# فاسيلييفسكيي موك (تفير)
فاسيلييفسكيي موك (بالروسية: Васильевский Мох) هي مدينة في مقاطعة تفير أوبلاست في روسيا.
يبلغ عدد سكانها حوالي 2297 نسمة.